# Ломтадзе, Бека
Бека Ломтадзе (груз. ბექა ლომთაძე, род. 23 ноября 1991) — грузинский борец вольного стиля, чемпион и призёр чемпионатов мира, призёр чемпионатов Европы.

## Биография
Родился в 1991 году в Кутаиси. В 2015 году стал серебряным призёром Европейских игр. В 2016 году завоевал серебряную медаль чемпионата мира. В 2018 году стал обладателем серебряной медали чемпионата Европы.

На чемпионате Европы 2019 года в Бухаресте завоевал серебряную медаль в финале уступив армянскому атлету Арсену Арутюняну. На чемпионате мира 2019 года в Нур-Султане завоевал золотую медаль.
В феврале 2020 года на чемпионате континента в итальянской столице, в весовой категории до 61 кг Бека в схватке за чемпионский титул уступил спортсмену из России Александру Богомоеву и завоевал серебряную медаль европейского первенства.